# هشام السعيدني
هشام السعيدني المعروف أيضًا بالاسم الحركي أبو الوليد المقدسي، هو ناشط عسكري فلسطيني وقائدًا مسلمًا وعضوًا مؤسسًا لمجلس شورى المجاهدين في ضواحي القدس بقطاع غزة وكان أيضًا زعيمًا لجماعة التوحيد والجهاد فرع من تنظيم القاعدة في غزة.

## حياته
ولد هشام عام 1965، في القاهرة، وبحسب مصادر أخرى كان في البريج بقطاع غزة وانتقلت عائلته إلى مصر عندما كان عمره عامين. عاش في مصر والأردن. وكان يقاتل في صفوف تنظيم القاعدة في العراق. وأرادت مصر اعتقاله بسبب تورطه المزعوم في هجمات على المواقع السياحية المصرية.

## الأنشطة العسكرية
في 5 فبراير 2011، كان هشام، المعروف أيضًا باسم الشيخ عاهد أحمد عبد الكريم السعداني، زعيمًا لجماعة جهادية في غزة تطلق على نفسها اسم جماعة التوحيد والجهاد، ونشر فتوى تنص على أنه يمكن استهداف اليهود والمسيحيين في هجمات مميتة مثل تلك التي وقعت في 11 سبتمبر لأنهم "مقاتلون عدوانيون" و"ليسوا أبرياء في الأساس". كما جاء في الفتوى أنه لا يجوز الامتناع عن مثل هذه الهجمات خوفاً من الإضرار بالمسلمين، "لأن ذلك يعني وقف الجهاد". وحاول توحيد كافة الجماعات السلفية الجهادية المختلفة في غزة، لتشكيل وقيادة مجلس شورى المجاهدين في ضواحي القدس.
في 2 مارس 2011، اعتقلته حماس في غزة لتورطه في العمليات الجهادية السابقة لتنظيم التوحيد والجهاد، والتي يُزعم أنها مرتبطة بالحركة الجهادية السلفية. وأثناء اعتقاله، في أبريل/نيسان 2011، قام أنصاره من جماعة التوحيد والجهاد باختطاف الناشط الإيطالي المؤيد للفلسطينيين فيتوريو أريغوني ثم قتلوه فيما بعد. وبعد إطلاق سراحه في أغسطس 2012، قُتل في غارة جوية إسرائيلية بعد شهرين.

## وفاته
قُتل هشام في 13 أكتوبر/تشرين الأول 2012 في غارة جوية لسلاح الجو الإسرائيلي مع أشرف الصباح، وقع الهجوم في شارع مزدحم في جباليا بمدينة غزة. وقالت إسرائيل إنها كانت ترد على هجوم صاروخي سابق على جنوب إسرائيل.